# Giulio Clovio
Giorgio Giulio Clovio (connu également sous le nom de Julije Klović), né en 1498 et mort le 3 janvier 1578, est un enlumineur et un peintre italien, qui a travaillé en Italie sous la Renaissance. Vasari le décrit comme le plus grand miniaturiste de son temps et ses contemporains le surnomment le « Michel-Ange ou Raphaël de la miniature. »

## Biographie
Giulio Clovio est né à Grižane dans le royaume croate médiéval, bourg situé à proximité de Novi di Valdivino et de Crikvenica dans le diocèse de Segna. Il est également appelé Macedo ou Le Macédonien en raison de ses origines supposées macédoniennes. Vasari écrit que son nom de baptême est Giorgio Iulio et son patronyme est Clovi et qu’il est macédonien. La plupart des sources affirment que son nom croate est probablement Juraj Klović. La Catholic Encyclopedia déclare que son nom originel est peut-être Glović, tandis que J.W.Bradley émet l’hypothèse que son prénom est Glovičić.
Selon Vasari, il serait arrivé à Venise à l'âge de 18 ans. Son premier mécène serait Marino Grimani. Celui-ci a en effet été nommé patriarche d'Aquilée en 1517. Clovio serait ensuite parti en Hongrie, au service du roi Louis II de Hongrie peu de temps avant sa mort à la bataille de Mohacs en 1526. Il aurait aussi travaillé au service du cardinal Lorenzo Campeggio, qui assure les fonctions de légat du pape vers 1524-1525. Clovio rentre probablement avec ce dernier à Rome. Il est aussi présent sur place lors du sac de la ville en 1527. Cet événement est sans doute à l'origine de sa vocation religieuse : il rentre au couvent de Saint-Sébastien de Mantoue qui appartient à l'ordre des chanoines de saint Augustin. Il est transféré au cours de son noviciat au couvent San Michele de Candiana qui appartient au même ordre, semble-t-il afin de mieux soigner une jambe cassée. Toujours selon Vasari, il aurait à cette époque choisi Giulio pour son nom de chanoine, en hommage au peintre Giulio Romano, qui est alors actif au Palais du Te de Mantoue. C'est à Candiana qu'il fait la connaissance de Girolamo dai Libri. 
Clovio retourne ensuite à Venise, au couvent de Sant'Antonio di Castello vers 1531-1532 puis à celui de Santa Maria Maggiore (it) de Trévise vers 1532-1533, où il est ordonné prêtre puis enfin au couvent de Saint-Jean-l'évangéliste (it) à Ravenne vers 1533-1534. Il suit encore son mécène Grimani à Pérouse l'année suivante. Entre 1537 et 1541, il se met au service d'un nouveau mécène, le cardinal Alexandre Farnèse pour lequel il travaille jusqu'à sa mort. Il réalise pour lui son chef-d'œuvre : un livre d'heures qu'il met neuf années à réaliser. À partir des années 1550, il commence à peindre des œuvres sur des feuilles de parchemin isolées, comme par exemple dune crucifixion et une Pietà pour Cosme Ier de Toscane. Il agit également comme agent artistique pour son mécène, lui recommandant Federico Zuccari, Bartholomeus Spranger ou encore le Greco qui réalise son portrait.

## Œuvres

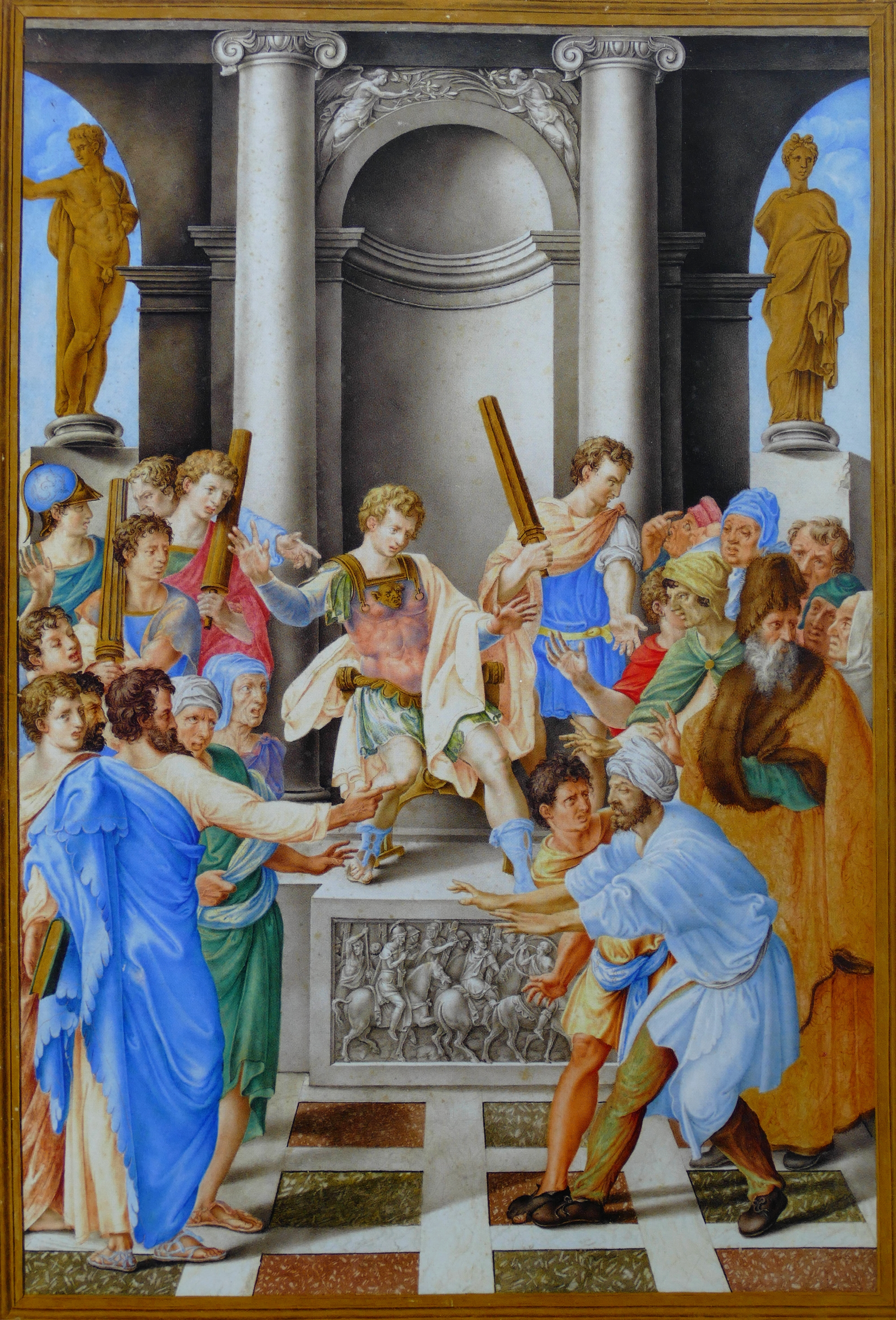
La Conversion du proconsul romain Sergius Paulus et le chatiment d'Elymas, musée du Louvre.

- fragments d'un livre liturgique, vers 1530, Royal Collection, RL13035
- évangéliaire, destiné à Marino Grimani, écrit en 1528 et décoration entamée par Benedetto Bordon et achevée par Clovio, vers 1530, Biblioteca Marciana, Venise, Lat1, 103
- Commentaire sur l'épitre de saint Paul aux Romains, destiné au cardinal Marino Grimani, vers 1535-1539, Sir John Soane's Museum, Vol.143[7], dont 3 feuillets sont détachés : Elymas frappé de cécité par saint Paul devant le proconsul Sergius Paulus, et Les Trois Vertus Théologales, enluminures sur parchemin, Arts graphiques, Musée du Louvre, Paris.
- Livre d'heures de Stuart de Rothesay, destiné à Grimani, manuscrit écrit par Bartolomeo Sanvito avec 4 miniatures de Clovio, British Library, Add.20927[8]
- Poèmes d'Eurialo d'Ascoli pour Luis Fernández Manrique de Lara y de Almada-Noronha (es), Marquis d'Aguilar de Campoo, 1539, Bibliothèque nationale autrichienne, Cod.2660
- Paraphrase des psaumes de Jan van Kampen, vers 1539, Bibliothèque Sainte-Geneviève, Ms.1201[9], avec une feuillet détaché aujourd'hui au Städel Museum de Francfort-sur-le-Main, Inv.468
- livre d'heures du cardinal Farnèse, vers 1537-1546, 26 miniatures, Morgan Library and Museum, M69
- Lectionnaire Towneley, vers 1550, New York Public Library, Ms.91

### Bibliographie

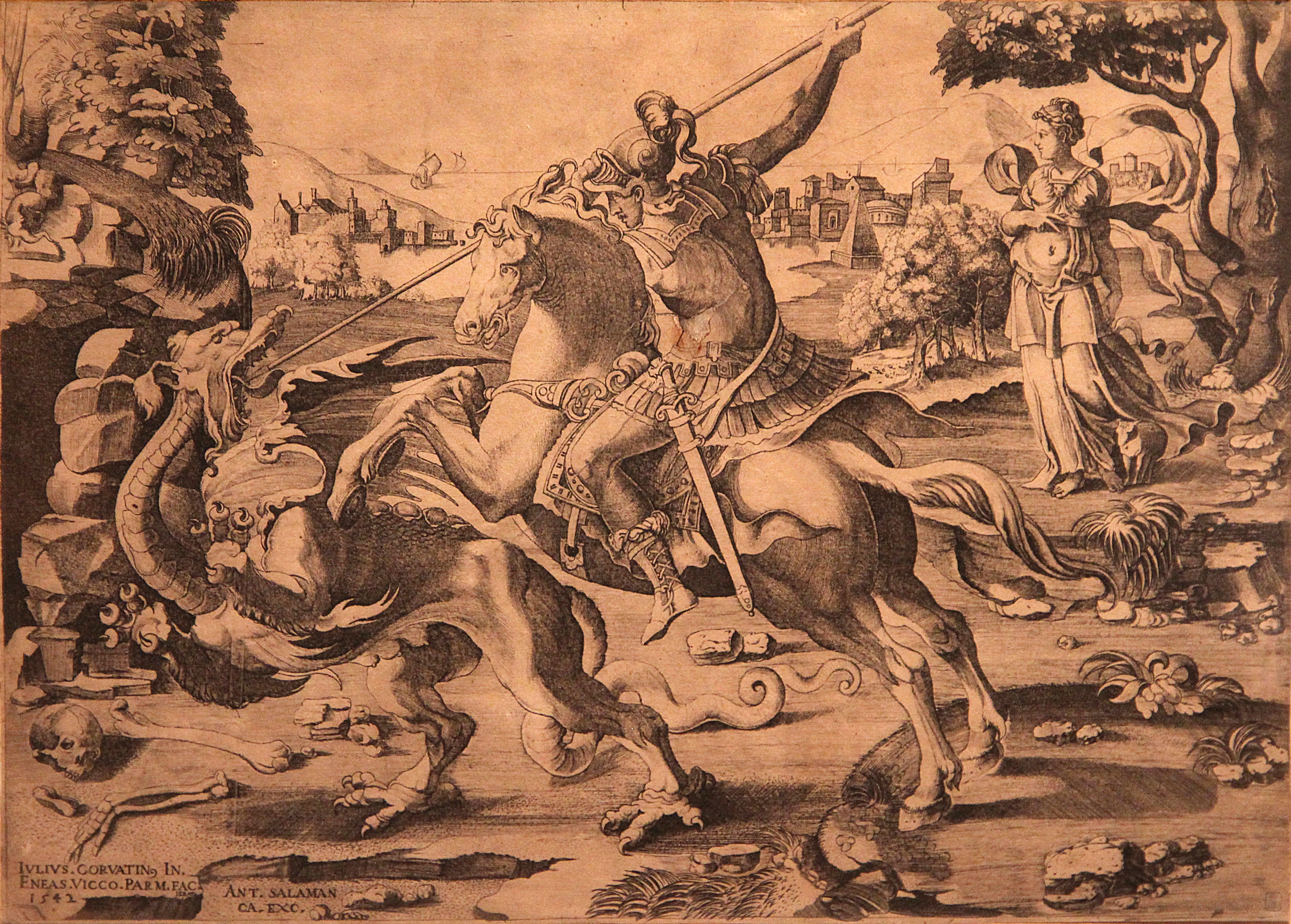
Gravure du Cabinet des Estampes Enea Vico d'après Giulio Clovio (1522).